# خادرا (لهستان)
خادرا (به لهستانی:  Hadra) یک روستا در لهستان است که در گمینا خربه واقع شده‌است. خادرا ۴۰۹ نفر جمعیت دارد.